# Eksistentialisme
Eksistentialisme er en retning inden for filosofi, der især er repræsenteret af den franske filosof Jean-Paul Sartre (1905-1980). Hovedideen i eksistentialismen er, at mennesket ikke er bestemt af arv og miljø, men skaber sig selv gennem sine valg.
Eksistentialismen er en del af den bredere eksistensfilosofi, der begyndte med Søren Kierkegaard (1813-1855). Ved "eksistentialisme" forstår man den særlige tilgang, der blev grundlagt af Jean-Paul Sartre og videreudviklet af Simone de Beauvoir. Retningen fik stor udbredelse i efterkrigstiden og påvirkede blandt andre den danske forfatter Peter Seeberg og den danske teolog Johannes Sløk.
Eksistentialismen havde sin storhedstid i 1940’erne, 1950’erne og 1960’erne, hvorefter den langsomt mistede betydning som filosofisk og litterær retning. Der er ikke udgivet væsentlige eksistentialistiske værker siden 1950’erne. De oprindelige værker har dog bevaret en vis betydning helt op til i dag.

## Eksistentialismen i hovedtræk
Eksistentialismen sætter individet og dets eksistens i centrum. Sartre mente, at menneskets eksistens går forud for dets essens. Dermed mente han, at mennesket eksisterer før det kan defineres, dvs. før dets essens kan defineres. Sagt på en anden måde: Mennesket kan ikke defineres som noget bestemt, før det bliver til (bliver født, eksisterer). Mennesket har ikke en bestemt medfødt natur. Det er ikke på forhånd bestemt (determineret) til at være noget bestemt. Hvad mennesket er - hvad dets essens er - vælger det selv, efter eksistensen (efter at være blevet til (blevet født)). Mennesket har ikke nogen essens forud for eksistensen.
En modsat opfattelse af eksistentialismen er essentialismen. Den går ud på, at essensen går forud for eksistensen. Det er f.eks. opfattelsen i den traditionelle kristendom, som går ud fra, at mennesket på forhånd - før det bliver til - har en bestemt natur: Det er skabt i Guds billede og er faldet i synd. Den traditionelle kristendom siger desuden, at mennesket på forhånd er forpligtet på nogle bestemte normer: tro på Jesus Kristus, næstekærlighed, de 10 bud.
Tanken om, at eksistensen går forud for essensen, indebærer derimod, at mennesket skaber sin egen essens og identitet gennem valg og handling. Eksistentialismen er derfor også en ateistisk filosofi. Eksistentialisterne betragter mennesker som subjekter i en verden, hvor Gud ikke eksisterer, og hvor der ikke findes nogen højere, objektiv mening. Meningen med livet kan kun skabes i kraft af de valg, mennesker træffer. Denne mening er til enhver tid subjektiv og ofte midlertidig og ustabil.
Det forhold, at der ikke eksisterer en objektiv sandhed eller en objektiv mening med livet, gør ofte mennesker angste. Den eneste måde at overvinde denne angst på er ved at vælge, da man dermed skaber mening med sin tilværelse. Eksistentialismen er således en individualistisk filosofi. Den sætter individet i centrum og betoner individets valg og frihed i mødet med angsten.
Som strømning har eksistentialismen haft stor indflydelse i 1900-tallet. Dens tilgang til mennesket og dets forhold til omverdenen har påvirket både filosofi og litteratur. Eksistentialismen blev med sit fokus på eksistentielle grundfænomener som angst og meningsløshed for alvor kendt i og efter slutningen af 2. Verdenskrig. Retningen var dog meget bundet til livserfaringen under og efter krigen og har siden 1980’erne mistet det meste af sin betydning.

## Eksistentialismens forhold til lignende filosofiske retninger
Eksistentialismen er en forholdsvis moderne tankegang fra anden halvdel af det 20. århundrede. Den anses af mange for at være en videreudvikling af eksistensfilosofien hos den danske filosof og teolog Søren Kierkegaard (1813-1855). Eksistentialismen opstod dog først som filosofisk og litterær retning under Anden Verdenskrig og i efterkrigsårene. Den moderne eksistentialisme grundlagdes af den franske filosof og forfatter Jean-Paul Sartre (1905-1980). En anden eksistentialistisk filosof var Simone de Beauvoir (1908-1986).
Sartres eksistentialisme var også forbundet med den eksistentielle fænomenologi, der var en kombination af eksistensfilosofi og Husserls fænomenologi.
De to betegnelser "eksistentialisme" og "eksistensfilosofi" er heller ikke synonyme i tysk og fransk filosofi. Også her er eksistentialisme en underskole under eksistensfilosofi. Den tyske Philosophisches Wörterbuch skelner ligeledes mellem de to betegnelser, og filosofisk eksistentialisme er således en langt mere snæver betegnelse end eksistensfilosofi.
Den samtidige Albert Camus tog afstand fra eksistentialismen og kan ikke regnes for at være en del af bevægelsen. Denne afstand handlede blandt andet om, at Camus ikke mente, at mennesket kunne skabe en mening. Sartres anden filosofiske landsmand Maurice Merleau-Ponty forstod heller ikke sig selv som en del af eksistentialismen og var modstander af Sartres filosofi. Endelig tog den tyske Martin Heidegger også afstand fra eksistentialismen og var stærkt kritisk over for Sartre, selv om Sartre på enkelte punkter var inspireret af Heideggers ungdomsfilosofi.

## Eksistentialismens filosofi
Eksistentialismen beskæftiger sig som sagt med en række grundlæggende begreber som angst, frihed, identitet, ansvar, valg og den menneskelige bevidsthed om både eksistens og død. Alle disse fænomener, hævder eksistentialisterne, er grundlæggende for den menneskelige eksistens, og de kan ikke forklares fuldt ud fra en naturvidenskabelig tilgangsvinkel.
Det handler om at træffe valg og at tage ansvar for disse valg. Tilværelsen kan ikke forklares ud fra en teori eller indordnes under et system. Tilværelsen er til enhver tid uafsluttet og uden en mening, der gælder for alle. Når der ikke er nogen overordnet mening eller et foruddefineret mål med livet, bliver alle handlinger til et individuelt valg.
Erkendelsen af, at der ingen mening er med tilværelsen, medfører stor usikkerhed og angst, siger eksistentialisterne. Den eneste måde at overkomme angsten og meningsløsheden på, er at træffe valg. Kun igennem valg og handling kan tilværelsen få mening – men kun for den enkelte. Hvert valg er med til at skabe og forme det enkelte menneskes eksistens og identitet. Det er således op til den enkelte at skabe sit liv ud fra, hvad der er sandt for vedkommende. Man er selv ansvarlig for ethvert valg, man foretager. Et forkert valg er kun ens egen skyld. Hverken opvækst, samfundsforhold eller andre ydre ting kan bære skylden for ens valg.

### Det frie valg
Eksistentialisterne gjorde blandt andet oprør mod tanken om, at der findes en bestemt "menneskelig natur", der kan forklare, hvorfor et menneske handler som det gør. Forgængeren Kierkegaard nægtede, at man overhovedet kan tale om en menneskelig natur, som kan forudbestemme, hvordan et menneske vil være eller opføre sig.
Sartres analyse i hovedværket Væren og intet (1943) er i hovedsagen et svar på Heideggers Væren og tid (1927). I modsætning til Heidegger koncentrerer Sartre sig om frihed og ansvar i en etisk sammenhæng.
Ifølge Edmund Husserl er tingene kun noget i kraft af, at de registreres af vores bevidsthed. Sartre vil derimod vise, at tingene eksisterer uafhængigt af vor bevidsthed og vore hensigter. Han viser til Hegel, der så tingenes egenskaber som noget an sich (i sig selv). For Hegel var virkeligheden derfor meningsfuld i sig selv. For Sartre er virkeligheden derimod "absurd" i sin meningsløshed, der tårner sig tæt og uigennemtrængelig op foran os. Tingene får først mening ved at indgå i vore projekter.
Ifølge Sartre "eksisterer" mennesket og udvikler sig ustandseligt, mens tingene kun "er". Tingene får kun mening ud fra de menneskelige projekter, de indgår i. Tingenes væremåde beskriver Sartre som et en-soi (i sig selv), mens menneskets bevidsthed beskrives som et pour-soi (for sig). Menneskets bevidsthed er i sig selv intet, men er kun til, når tingene viser sig for den - når bevidstheden betragter og bestemmer tingene. Vor bevidsthed eksisterer kun i denne bestemmende aktivitet, og behøver det, den er bevidst om, for i det hele taget at eksistere.
Hvis vi ikke er i stand til at genkende tingene omkring os, så virkeligheden overmander os, og alt flyder sammen til en grød, oplever vi angiveligt kvalme - en erfaring, som Sartres har beskrevet i sin roman Kvalme fra 1938. En anden grænseerfaring kan være angst.
Samtidig beskrev Sartre også "bevidsthedens tilintetgørende kraft", som hos personen, der leder efter sin ven Pierre på en café. Alle de andre på caféen bliver på en måde usynlige, bortset fra dem der muligvis kan vise sig at være Pierre. Ja, selv caféen forsvinder nærmest for tilskuerens blik, der kun søger Pierre. Caféen bliver således til et "intet". Det er altså menneskets bevidsthed, der indfører "intet" i virkeligheden. Negationen er indført af mennesket og dets projekter.
I sidste instans er det friheden, der giver livet mening. Men denne frihed kan tabes, hvis man overlader valgene til andre. Hvis man bliver konfirmeret uden at stille spørgsmål til det, så taber man friheden. Hvis man sætter børn i verden med begrundelsen "for det skal man da", så mister man også friheden. Man havner i en rolle, hvor man mærker - eller indbilder sig - det der forventes af en.
At bryde ud af et mønster kan være forbundet med store personlige omkostninger. Problemet forstærkes af den måde, menneskets bevidsthed fungerer på. "Bevidsthedens tilintetgørende kraft" prøver altid at forvandle andre mennesker til noget, der kan indgå i bevidsthedens planer. Andre mennesker forvandles derved til objekter for bevidsthedens projekter. "Helvede, det er de andre", sagde Sartre for at karakterisere denne individualistiske menneskelige bevidsthed.
Bevidstheden prøver hele tiden at fastholde andre i forhold til deres tidligere handlinger. Den forsøger at skaffe sig et overblik ved at kategorisere omverdenen. I bogen Væren og intet har Sartre ikke udarbejdet nogen etik; men i sidste afsnit antydes en morallære ud fra et princip om at handle, så de andres frihed også respekteres. Politisk bør man tilstræbe et samfund, hvor den enkeltes frihed sikres bedst muligt.
Sartre kritiserede psykoanalysen, fordi den prøvede at forklare mennesket ud fra dets driftsliv. Han fastholdt, at mennesket ikke er underlagt sine drifter, men står helt frit og derfor må tage ansvar for sine handlinger. Man kan ikke beskrive en person som "god på bunden", hvis vedkommende stadig vælger at gøre onde handlinger.
Hele livet igennem er mennesket undervejs og i udvikling, og det kan derfor kun bedømmes ud fra de valg, det er i færd med at tage - ikke de valg, det tidligere har taget.
"Eksistensen kommer før essensen," sagde Sartre. Det skal forstås helt bogstaveligt: Eksistensen kommer kronologisk set før essensen. Intet individ har en foruddefineret essens. Individet har kun den essens, som det selv skaber. Sartre fornægtede enhver eksistens af en gud eller andre determinerende principper. Der er ikke noget, der forudbestemmer en persons karakter. Mennesker er frie til at vælge. Selv hvis et individ mener, at vedkommende har en essens, f.eks. i form af en sjæl, en fornuft eller bestemte psykologiske træk, så er den essens resultatet af de valg, vedkommende selv tager, og ikke noget foruddefineret.
Alt det, som kommer efter eksistensen, de "essentielle egenskaber", kan ikke bruges som en undskyldning for ikke at tage ansvar for sin egen eksistens eller sine egne handlinger. Sartre sagde, at mennesket er "dømt til frihed". Han anser det, at mennesket har et valg og er bevidst om dette valg, som en tung byrde, som alle mennesker bærer. Ens handlinger og valg kan ikke undskyldes med essentialisme: Der eksisterer ikke en menneskelig natur, der kan retfærdiggøre ens valg. Der eksisterer ikke nogen form for skæbne, hverken direkte eller indirekte.
De to verdenskrige afslørede, at menneskelig ondskab ikke alene kunne forklares ved misforhold i samfundet eller forhold i ens opvækst og opdragelse. Det var med til at give eksistentialismen en opblomstring i mellem- og efterkrigsårene. Under Nürnbergprocessen efter 2. verdenskrig brugte mange anklagede nazister det argument, at de bare fulgte ordrer, og at de derfor ikke kunne stå til ansvar for konsekvenserne af deres handlinger. Dette argument afviste eksistentialismen ud fra den opfattelse, at ethvert menneske til enhver tid har et valg og er ansvarlig for sine handlinger. Det er lige så slemt ikke at handle som at handle, og man er lige så ansvarlig for de valg, man ikke tager - også selvom man ikke er bevidst om valget.

### Eksistentialismens opgør med rationalismen
Eksistentialismen er uenig med rationalismen, som har en ide om, at mennesket generelt er et rationelt og vidende væsen, der anskuer verden ud fra en objektiv, videnskabelig synsvinkel, og som træffer sine beslutninger ud fra fornuften. Denne ide forkastes fuldstændigt af eksistentialisterne. Det samme gør ideen om, at menneskets opførsel kan forudbestemmes ud fra essensen.
Eksistentialisterne er modstandere af, at man overfører den naturvidenskabelige rationalitet til mennesket. De forkaster også rationalisternes definition af væren som det mest generelle princip, som alle levende væsner har til fælles. Væren kan kun forstås i relation til de førnævnte fænomener som angst, frihed, valg og identitet. Det giver ingen mening at tale om væren uden at se den i sammenhæng med disse eksistentielle fænomener.

## Eksistentialismens inspirationskilder
Eksistentialismen blev udviklet af Sartre under inspiration fra eksistensfilosofien, der blandt andre talte Søren Kierkegaard, Friedrich Nietzsche og Martin Heidegger. Sartres eksistentialisme udsprang i høj grad af den disharmoni, grusomhed og irrationalitet, der prægede dagligdagen i 1900-tallet. De to verdenskrige udstillede for eksistentialisterne tilværelsens absurditet. Samtidig var den et oprør mod de etablerede normer. På den måde udspringer eksistentialismen af oplysningstiden.
I tidligere tider har der altid været et klart defineret formål med livet. I Europa var det kristendommen og familien, der dikterede meningen med livet. Lidt firkantet kan man sige, at man levede som en god kristen med det håb at komme i Guds himmel. Men for eksistentialisterne gav dette ikke længere mening. At leve for at komme i himlen gav ikke nogen mening for dem, der brød med religionen. Samtidig blev den kristne tro på det gode i alle mennesker sat på en alvorlig prøve. Der blev sat spørgsmålstegn ved de gamle samfundsstrukturer, der tidligere havde defineret rammen for dagligdagen og livet. For eksistentialisterne var der ikke længere nogen objektiv mening med livet. Forgængeren Friedrich Nietzsche erklærede, at Gud er død, og eksistentialister som Jean-Paul Sartre havde ikke noget gudsbegreb.

### Inspirationen fra Kierkegaard
De første filosoffer, der betragtes som eksistensfilosoffer, er Søren Kierkegaard og Friedrich Nietzsche, selvom eksistensfilosofi på deres tid endnu ikke var et brugt begreb. Allerede hos Blaise Pascal (1623-1662) var der ansatser til en eksistenstænkning. Pascal var blandt andet optaget af valgets særlige rolle i forbindelse med et menneskes tro på kristendommens sandhed. Kierkegaard og Nietzsche var optaget af menneskers fortrængning af tilværelsens meningsløshed. De fremhævede, at mennesker selv er i stand til at ændre deres fundamentale værdier og holdninger. De mente, at et menneskes identitet afhænger af dets holdninger og værdier, og at identiteten ændres, når disse ændres. Ud fra valg og handling er mennesket i stand til selv at skabe sin identitet og eksistens.
Søren Kierkegaards (1813-1855) værker indeholdt en helt ny form for tænkning. Lige siden Platon havde filosoffer ment, at det gode og det sande var den højeste menneskelige etik. Kierkegaard brød med tanken om, at "det gode" skulle skabe en universel etik. I stedet så han kaldet som det vigtigste i tilværelsen. Kierkegaard beskriver "kaldet" som individets trang til at finde sit eget unikke selv, for derigennem at finde Gud.
Meningen med livet er ikke noget, man kan ræsonnere sig frem til. Det er en erkendelse, som det enkelte individ selv må opnå. Kierkegaard mente, at den enkelte er ansvarlig, mens mængden er dum og let at manipulere. Derfor var Kierkegaard - af samme grund som Sokrates og Platon - heller ikke tilhænger af demokrati.
En grundtese i Kierkegaards kristne eksistensfilosofi er, at tilværelsen er paradoksal, og at det største paradoks af dem alle er foreningen af Gud og menneske ved Jesus.
En anden grundtese er, at ens personlige forhold til Gud går forud for enhver moral, samfundsstruktur og andre normer. En tredje tese er, at hvad man gør med sit liv, helt og holdent er et individuelt valg. Ingen samfundsstrukturer eller normer, end ikke bibelske befalinger, kan have indflydelse på individets forhold til Gud.
Kierkegaard inddeler mennesker i fire persontyper, alt efter hvor bevidste de er om deres egen eksistens:
- 1. Spidsborgeren: Personen, som ikke ser valget, og som blot forsøger ikke at skille sig ud.
- 2. Æstetikeren: Personen, som har set valget, men som har valgt ikke at vælge. En person der lever i nuet. En livsnyder.
- 3. Etikeren: Personen som har set valget, og som har valgt at leve sit liv i ansvar. Han har valgt, at godt og ondt eksisterer. Etikeren "vælger sig selv". Det vil sige: Han vælger sig selv som den, han nu engang er. Han tager tager ansvaret for alle sider i sin personlighed.
- 4.A. Den religiøse A: Personen, som har valgt sig selv igennem Gud.
- 4.B. Den religiøse B: Personen, som er i stand til at fatte paradokset: Gud fødes som et menneske (Jesus). Det evige fremtræder i tiden.

Disse måder at leve livet på foregår på et indre plan, og derfor er der ingen ydre ting, der kan afsløre, hvilken kategori et menneske tilhører.
Søren Kierkegaard er ofte blevet kritiseret for at være individualismens fortaler, hvor hovedtanken er, at individet skal realisere sig selv og blive et autentisk jeg gennem en indadvendt proces, afskåret fra omverden. Imidlertid må man have for øje, at det "eksistentielle valg" for Kierkegaard (alias assessor Wilhelm) ikke blot er en isoleret og indadvendt proces, hvor individet er "sig selv nok", men også indbefatter en udadvendt og handlende bevægelse. Assessor Wilhelm skriver i anden del af Enten-Eller: "Gjør han dette [dvs. vælger rigtigt – vælger sig selv i friheden], saa er han i samme Øieblik, han vælger sig selv, i Bevægelse; hvor concret end hans Selv er, han har dog valgt sig selv efter sin Mulighed, han har i Angeren løskjøbt sig selv for at blive i sin Frihed, men i sin Frihed kan han kun blive derved, at han bestandigt realiserer den. Den, der derfor har valgt sig selv, han er eo ipso Handlende." (Samlede værker 3, s. 215.)
Ifølge Kierkegaard må man først frigøre sig fra mængdens enfoldige anonymitet, repræsenteret ved det "spidsborgerlige". Dernæst må man befri sig selv fra den overfladiskhed, som "æstetikeren" med sin evige jagt på oplevelser, repræsenterer. Først da kan man træde i karakter som en "etiker", der tager ansvar for sit liv. Først da kan man finde Gud og blive religiøs. For Kierkegaard handler livet grundlæggende om valg.
De, der ikke er i stand til at se valget, er lette at manipulere og er uden indhold i tilværelsen. Et eksempel herpå finder man i anden del af Enten-Eller, hvor assessor Wilhelm skriver: "Således med et menneske, [...] hvor der ikke mere er Tale om et Enten-Eller, ikke fordi han har valgt, men fordi han har ladet det være, hvilket også kan udtrykkes saaledes, fordi Andre have valgt for ham, fordi han har tabt sig selv." (SV3. s. 155.)
Kierkegaard var en skarp kritiker af folkekirken, som han mente var en "perverteret" udgave af kristendommen. Han forsagede hele menighedsprincippet, hvor medlemmerne blev reduceret til menighedsbørn og blev set som en del af en helhed. Det forhindrede folk i at tage ansvar for deres eget, individuelle forhold til Gud. Kierkegaard mente, at kristendom til enhver tid er noget individuelt, personligt. Han mente også, at sammenblandingen af kirke og stat var katastrofal. Kirken skulle være upolitisk og fri - ikke et samfundsbevarende redskab. Han hævdede, at folk ikke havde noget personligt forhold til kristendommen, men udelukkende var kristne som følge af tradition.

### Inspirationen fra Nietzsche
Friedrich Nietzsche (1844-1900) var anti-metafysiker og anti-idealist. Han kritiserede tidligere filosoffers blinde tro på rationaliteten og det bestående. Han fornægtede ideen om en universel sandhed eller en samlet teori for verden. Han mente, at sandheden aldrig er én, og at der ikke findes absolutte sandheder, men kun komplementære sandheder, der er bestemt af anskuerens synsvinkel.
Nietzsche kritiserede stort set alle etablerede idealer og tankeformer, men lagde især skarpt afstand til idéen om en religiøs mening med tilværelsen. På trods af oplysningstiden og de erkendelser, der fulgte i dens kølvand, mente han, at folk stadig klyngede sig til gamle (religiøse) dogmer. Han mente, at man med fornuften kunne affeje eksistensen af en gud, og at det at blive ved med at tro på de forældede forestillinger var et selvbedrag. Mennesket har ingen skæbne, og er ikke forudbestemt til noget. Meningen med livet er ifølge Nietzsche "at blive, hvad man er."
Nietzsche erklærede, at "Gud er død", og han mente, at den eneste gyldige mening med tilværelsen var viljen til magt. Med magt mente han "overmenneskets" selvforståelse og forholden sig til sine handlinger. "Overmenneske" skal ikke forstås i biologisk forstand, som nazisterne fejlagtigt mente. Overmennesker var for Nietzsche de mennesker, som har indset, at de herskende værdier er livsfjendtlige, og som derved er frie til selv at skabe nye værdier og skabe deres eget liv.

### Inspirationen fra Heidegger
Heidegger giver fænomenologien et eksistentielt præg med sin værensanalyse i sit hovedværk Sein und Zeit. Heidegger begrebsliggører mennesket som "til-væren" (Dasein). "Til-væren" (mennesket) er kastet ud i verden, men dette udkast i verden er samtidig et selvforhold i forhold til "til-væren". Mennesket forholder sig til sin tilværelse og til tilværelsens mening og betydning.
Heidegger anses i dag for at være grundlæggeren af både den moderne eksistentielle fænomenologi, af den filosofiske hermeneutik hos Gadamer og af den hermeneutiske fænomenologi hos Ricoeur. Både Heidegger og Husserl har været en stor inspirationskilde for den franske eksistentialisme.